# 히라오카 마사아키
히라오카 마사아키(일본어: 平岡 正明: 1941년 1월 31일 - 2009년 7월 9일) 또는 히라오카 세이메이(일본어: 平岡 正明)는 일본의 평론가, 정치활동가다. 소위 궁민혁명론의 이론가 중 한 명이다.

## 생애
도쿄시 혼고구 유시마신하나정(현재의 도쿄도 분쿄구 유시마2정목) 출생. 1945년 6월, 공습을 피해 가나가와현 아시가라시모군 사카와정(현재의 오다와라시)로 피신했다. 사카와소학교에 진학했다가 1949년 7월 동경으로 돌아와 분쿄구립 시오미소학교로 전학갔다. 부친이 욱광학 사장의 운전수가 되어서 소학교 6학년 여름방할 때 이타바시구 시무라마에노정의 욱광학 사택으로 이사했다. 케이카중학교를 거쳐 1959년 7월 동 고등학교를 졸업했다. 고등학교 시절 치다 쿠이치에게 한문을, 타케모리 텐유에게 고전문학을, 후루바야시 타카시・코우노 토시로에게 현대문학을 배웠다.
고등학교 졸업시험을 치르던 중 커닝이 발각될 것이 두려워 교사가 보는 앞에서 답안지를 찢고 졸업보류 처분을 받았다. 원래 탁구 특기생으로 니혼대학에 진학이 내정되어 있었으나 이로 인해 추천이 취소되었고, 1960년 후루바야시의 권유로 와세다대학 제1문학부 노문과와 제2문학부 노문과에 각각 러시아어로 응시해서 후자에 합격했다. 와세다 제2문 노문과 재학 중 공산주의자동맹(분트)의 일원이 되어 60년 안보 투쟁에 참가했다.
이후 분트에서 탈퇴하고, 1961년 11월 미야하라 야스하루 등과 정치결사체 “범죄자동맹”을 결성했다. 대학 재학 중이던 1962년, 타니가와 간・요시모토 타카아키 등이 강사로 있던 “자립학교” 사무국에 참가하여, 강사였던 모리 히데토에게 미야하라와 함께 사사받았다.
1963년, 동맹 기관지 단행본 『붉은 풍선 혹은 암늑대의 밤』(赤い風船あるいは牝狼の夜)을 간행했는데, 이 책에 수록된 요시오카 야스히로의 무수정 누드사진이 문제가 되어 음화반포죄로 경시청 지명수배를 받았다. 이윽고 토츠카경찰서에 체포되었으나 기소유예 처분되었다. 모리 히데토가 히라오카 등의 신원인수인이 되어 주었다. 이 “『붉은 풍선』 사건”은 와세다대 교수회에서도 의제로 오르내렸다. 때문에 “범죄자동맹은 『붉은 풍선』 사건 때문에 퇴학당했다”고 알려졌던 때도 있지만, 히라오카가 나중에 제적당한 것은 학비 미납이 원인으로, 이 사건과는 무관했다. 한편, 『붉은 풍선』에 게재된 자립학교 학생 아카세바와 겐페이의 「천 엔권을 사진촬영한 작품」은 천 엔권 재판의 계기가 되기도 했다.
1964년, 『달단인 선언』(韃靼人宣言, 현대사조사)으로 평론가 데뷔. 1966년 4월 이시이 쿄우지의 소개로 주식회사 텍크 개발부 잡지편집부문에 입사했다. 이때 회사 전무이사가 타니가와 간이었다. 1967년 『재즈 선언』(ジャズ宣言, 이자라서방)으로 재즈평론 분야에도 진출했다. 1969년 2월에는 강담사의 여성지 『영 레이디』의 앵커맨이 된다. 같은 해 2월, 코우 요시오의 권유로 천성출판에 입사했고, 시부사와 타츠히코의 후임자로 『피와 장미』 제4호(천성출판)을 편집했다.
범죄자동맹 이후로 히라오카는 아나키한 행동과 저작으로 “협객적 혁명가”, “무뢰한”이라 불리며 신좌파 문화업계의 카리스마적 존재가 되었다. 1970년에는 마츠다 마사오・아다치 마사오・사사키 마모루・아이쿠라 히사토와 “비평전선”을 결성해 잡지 『제2차 영화비평』을 창간했다. 1970년대에 들어서는 『수호전』을 실마리로 착안하여, 전후 암시장에서 일본인 야쿠자와 “일제에 강제연행되었으나 전후에는 일제에 대한 진주군으로서 머물렀던” 3국인 간의 항쟁 같은 것을 같다붙여, 오오타 류・타케나카 로 등과 소위 궁민혁명론을 주창해 “신좌파 3바보 트리오”라고 불리기도 했다. 이 궁민혁명론은 연합적군 사건 이후 충격과 침체에 빠져 있던 전공투 세대 일부에게 열광적인 지지를 받았다. 이와 관련해서 『중국인은 일본에서 무엇을 했는가』, 『일본인은 중국에서 무엇을 했는가』 등의 르포 작품도 저술했다. 이 르포 조사에 협력했던 사람 중 하나가 사이토 노도카였다.
1971년, 히라오카와 타니가와의 결렬은, 히라오카를 지원하는 문화인들, 히라오카와 마찬가지로 타니가와 등 경영진과 대립했던 타카하시 마사루가 이끌던 노동조합, 그리고 타카하시가 또한 소속되어 있던 베트남반전직접행동위원회(현대사조사에서 일어난 동경행동전선의 후신)에 참여하던 젊은이들이 결합하여 “텍크 투쟁”이라 불리는 소동으로 발전했다. 1972년에는 대만인 군속 양명웅(楊明雄)의 전후보상 투쟁에 관여하고 대만 독립운동을 지원했다. 또한 미크로네사아 포나페섬의 군속 대니얼 로페스가 전후보상을 요구하며 내일했을 때 그를 지원했고, 이 운동을 계기로 아사쿠라 쿄우지・후나도 요이치・후나가와 테츠로 등과 함께 미크로네시아 독립운동에 투신했다. 1975년, 텍크 투쟁 및 로페스 투쟁 등에 참여한 사이토 노도카・에키다 유키코・오오타 류 등과의 연결점으로 인하여 동아시아반일무장전선의 배후가 아니냐는 혐의로 수사를 받았다. 이 때문에 미크로네시아 독립운동도 일본적군의 별동대로서의 활동이 아니냐고 한동안 시끄러웠다.
1970년대 후반 신좌파가 퇴조한 이후에는 카나가와현 하야마정으로 이주해서 문학이나 예능의 평론으로 여생을 보냈다. 논평 대상은 츠츠이 야스타카・이츠키 히로유키・야마다 후타로・야마구치 모모에・카와치 온도・미나미 하루오・오오야마 마스타츠 등이었다. 특히 츠츠이와 개인적으로도 친분을 맺어 츠츠이론을 다수 집필했다. 1975년 야마시타 요스케가 전일본냉중화면애호회를 결성하자 우에스기 세이분・오쿠나리 마츠 등과 함께 주요 논객으로 참여했다. 오오야마의 극진공수도에도 입문해서 유단자가 되었다.
1990년대에는 3000쪽에 이르는 대장편소설 『황제원무곡』(皇帝円舞曲)을 집필했다. 이 소설은 히라오카 자신과 지인들을 모델로 해서, 미우라반도의 독립과 일본과의 전쟁을 그린 현대판 『수호전』인데, 여성은 성노예나 식량으로 취급되는 등 황당한 괴작이다. 1994년 4월 1일, 나카노선플라자에서 개최된 「츠츠이 야스타카 절필제」에 참가했다. 그 절필제를 비판한 코바야시 요시노리에 대하여, 저서 『츠츠이 야스타카의 절필을 둘러싼 싸움질 논집』에 수록된 『“고마니즘”의 얄팍한 정의」에서 반론했다. 또한 요코하마의 변두리 노게정을 거점으로 한 미니컴 『하마노게』(ハマ野毛)를 1992년부터 1994년까지 편집・간행했다. 이 매체에는 오기노 안나・타나카 유코・야마자키 요코 등 요코하마를 근거지로 하는 문학자들이 많이 참여했다.
2007년 간행된 『와카마츠 프로, 밤의 삼총사』에서 1970년대에 썼던 “범죄적 혁명과 혁명적 범죄를 찬양”하는 글을 다수 재수록했고, 한국에 귀국한 뒤 문제를 일으켜 평판이 떨어진 김희로를 “우뚝 솟은 남근”이라고 옹호하거나, “문화대혁명은 세계동시혁명의 일환이었다. 나는 지금도 문혁 동조자(シンパ)”라고 기술했다. 2005년 간행된 『쇼와 재즈다방 전설』에서는 “좌익은 야스쿠니로 가야 한다는 것이 내 의견이다. 전사한 병사들의 진혼을 우익과 체제측에 독점시킬 셈이냐”라는 소리도 했다.
2009년 7월 9일 오전 2시 50분 뇌경색으로 사망. 향년 68세. 사망 후에도 저서가 간행되고 있다. 대량의 저서를 냈지만, 저작이 거의 문고화되어 있지 않다.